# White City, Utah
White City är en ort i Salt Lake County i delstaten Utah, USA.